# 烏格拉國家公園
54°13′46″N 36°11′12″E / 54.22944°N 36.18667°E

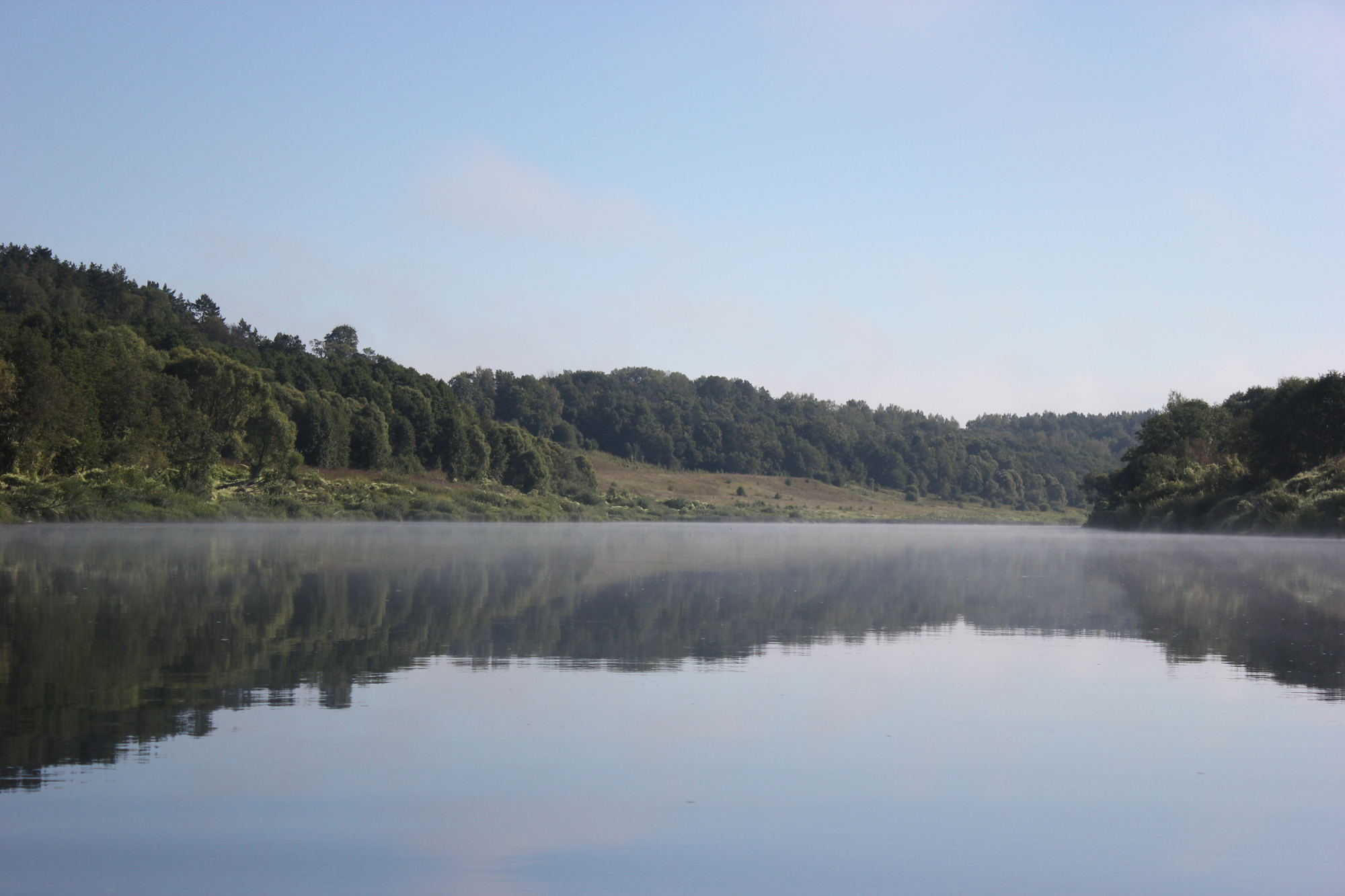

烏格拉國家公園是俄羅斯的國家公園，位於該國西部卡盧加州，成立於1997年，面積986,245平方公里，有駝鹿、野豬、西方狍、歐亞河狸、麝鼠、俄羅斯麝鼴等哺乳類動物棲息。